# Ноєнзальц
Ноєнзальц (нім. Neuensalz) — громада в Німеччині, розташована в землі Саксонія. Входить до складу району Фогтланд. Складова частина об'єднання громад Троєн.
Площа — 33,45 км2. Населення становить 2093 ос. (станом на 31 грудня 2020).